# Diphyllomorpha glaberrima
Diphyllomorpha glaberrima är en skalbaggsart som beskrevs av John Obadiah Westwood 1842. Diphyllomorpha glaberrima ingår i släktet Diphyllomorpha och familjen Cetoniidae. Inga underarter finns listade i Catalogue of Life.